# Вознесенский собор (Самара)
Собор Святого Вознесения Христова (Вознесенский собор) — православный храм в Самаре, старейший храм города. Принадлежит Самарской епархии, более 40 лет являлся её кафедральным собором. Построен в 1840-х годах и является единственным храмом в городе, выдержанным в стиле классицизма. При советской власти храм был закрыт, использовался под склад, были разрушены главный купол и колокольня, но здание собора сохранилось и в 1993 году было возвращено Русской православной церкви, после чего отреставрировано с восстановлением внешнего и внутреннего исторического облика.

## Предыстория
С XVIII века в Самаре существовала деревянная Вознесенская церковь. Она, в частности, изображена на известной гравюре Джона Кэстля. Находилась она на перекрёстке современных улиц Водников и Комсомольской. Это была трёхъярусная церковь, нижний ярус которой был четырёхстенным срубом («четвериком»), а два верхних — уменьшающимися восьмериками. При храме имелась шатровая колокольня. 20 апреля 1765 года церковь сгорела, но в том же году была восстановлена, хотя и на другом месте — на кладбище на Саратовской улице, и вновь сгорела спустя сорок лет, в 1807 году. Церковь была восстановлена и после этого пожара.
Планом Самары 1804 года было предусмотрено новое место для Вознесенского храма в предполагаемом будущем центре города, однако план предполагал строительство каменного здания, возведение которого было Самаре не по средствам. Строительство планировалось на краю глубокого оврага, так, чтобы здание возвышалось над окружающим пространством и Волгой. Идейным вдохновителем строительства Вознесенского собора был протоиерей Успенской церкви Стефан Макарович Бельский.
В 1813 году с разрешения властей на место, отведённое под храм, с закрытого кладбища была перенесена деревянная церковь, установленная «временно». Однако лишь в 1838 году в Симбирске был создан проект будущего каменного храма. В Санкт-Петербурге этот проект был несколько изменён, «дабы дать оному вид правильный и благовидный», после чего его передали в Самару.

## История
В 1841 году началось строительство. Средства для сооружения собирались пожертвованиями прихожан, самый крупный взнос — 10 000 рублей — сделал попечитель храма, купец Василий Андреевич Попов-Чернушкин. Всего же строительство обошлось более чем в 40 000 рублей серебром.
За время, прошедшее с утверждения городского плана, ситуация с городской застройкой изменилась. Овраг был засыпан, кривые улочки выпрямлены, храм оказался зажат частными домами, лишившими его доминантного положения. Улица, на которой был построен храм, была названа в его честь Вознесенской (в настоящее время улица Степана Разина). Старая деревянная Вознесенская церковь в 1845 году была перенесена на новое кладбище, переименована в Предтеченскую, а позже продана на слом, чтобы освободить место для каменной Покровской церкви.
В 1847 году правый придел Вознесенского собора был освящён во имя архангела Михаила. Спустя год был освящён главный престол. Несколько лет ушло на внутреннее оформление. В 1853 году были установлены иконостасы в приделах, в 1864 году — появился центральный иконостас. Иконы и серебряные ризы создавались в Самаре и Москве.
В 1851 году была создана Самарская епархия. Первый самарский епископ Евсевий по прибытии в Самару счёл, что Вознесенский храм, с его большей вместительностью и расположением в центре города, более соответствует статусу кафедрального собора, чем бывший ранее городским собором Казанский храм. 31 марта 1851 года в день открытия Самарской епархии духовенством старого и нового соборов был совершён совместный крестный ход из Казанского храма в Вознесенский. В Вознесенском соборе был зачитан указ Священного Синода об образовании Самарской и Ставропольской епархии и совершён благодарственный молебен. Первым кафедральным протоиереем стал Иван Егорович Халколиванов (1815—1882), прослуживший в храме более 30 лет.
Несмотря на выбор Вознесенского храма в качестве кафедрального собора, он не вполне соответствовал этому статусу. Епископ Евсевий выступил инициатором постройки нового собора, и на утверждённом Николаем I в 1853 году генеральном плане застройки Самары было указано место для его строительства. Однако Самара ещё долго не могла найти на такое строительство средств, и Вознесенский собор оставался кафедральным более сорока лет.
В 1850 году у храма насчитывалось 1740 прихожан, в 1875 году их число выросло до 1934 человек. Столь незначительный прирост объяснялся общим увеличением числа приходских церквей в городе и расположением храма в центре города, где жилые дома были вытеснены различными магазинами, лавками, общественными учреждениями и прочими нежилыми зданиями.
В 1850 году причт храма состоял из 2 священников, дьякона и четырёх причетников. После переименования храма в собор в его штате стали состоять: настоятель-протоиерей, ключарь-протоиерей, два священника, протодьякон, два дьякона, два иподьякона, два псаломщика и пономаря. Содержался причт на средства, полученные от продажи восковых свечей, кошелькового и кружечного сбора, и на добровольные подношения прихожан. В 1850 году храм получил 1434 рубля 3 копейки дохода при расходе в 227 рублей 74 копейки. В 1875 году доходы составили около 4000 рублей, а расходы за одиннадцать месяцев — 3771 рубль 48 копеек.
4 января 1866 года в южной части собора был похоронен скончавшийся епископ Самарский и Ставропольский Феофил (Надеждин). Его могила была обнесена оградой и отмечена металлической плитой. Над могилой находилась икона Божией Матери «Иверская» — один из самых почитаемых в Самаре образов.
Из Вознесенского собора ежегодно совершались три крестных хода помимо общепринятых. 24 июня крестный ход шёл на восток, до Троицкой церкви, где совершались божественная литургия соборне и молебен в честь отмечаемого дня Иоанна Предтечи. Второй крестный ход совершался 14 сентября — до церкви Успения Божией Матери, где совершался молебен. Первый крестный ход вёл свою традицию с 1750-х годов, когда он был учреждён в память о прекращении «чёрной болезни», второй — в 1832 году — в память о прекращении эпидемии холеры. Ранее эти крестные ходы исходили из Казанского собора, и их маршруты были иными, однако с переходом статуса собора к Воскресенскому храму маршруты были изменены и в 1859 году зафиксированы в указе Священного Синода. Третий крестный ход, совершавшийся 4 апреля, был учреждён в 1866 году в благодарность за спасение императора при покушении. Этот крестный ход только выходил на Алексеевскую площадь, где совершался благодарственный молебен.
В 1872 году вместо открытого крыльца с западной стороны собора была обустроена крытая галерея с тремя выходами, а в 1873 году к боковым входам были пристроены наружные тамбуры.
В 1894 году был освящён храм Христа Спасителя, который стал новым кафедральным собором, лишив этого статуса Вознесенский храм. Будучи кафедральным собором более 40 лет, Вознесенский храм стал свидетелем многочисленных визитов высоких гостей в Самару: в 1871 году собор посетил император Александр II, бывали в храме и Александр III, и Николай II.
Строительство и оформление левого придела затянулось. Он был освящён только 8 января 1895 года во имя великомученика Пантелеимона и преподобного Павла Комельского.
В начале 1910-х убранство храма потребовало обновления. В 1911 году было изготовлено новое облачение для иконостаса, что обошлось ктитору собору Дмитрию Мясникову в 2 тысячи рублей. Облачение было изготовлено в Москве фирмой Н. В. Мешкова. После обновления главный иконостас стал более величественным, он состоял из четырёх полных ярусов, над которыми располагалась икона Вознесения Господня, увенчанная крестом. Придельные иконостасы, впрочем, остались прежними. После различных переделок 22 мая 1911 года был заново освящён главный престол храма.

### При советской власти
После подписания в 1918 году декрета об отделении церкви от государства принадлежавшие храму жилые дома были национализированы, а храмовые ценности переписаны и взяты на учёт. В 1922 году были изъяты вещи из ценных и полудрагоценных металлов. Они сдавались по весу, без учёта художественных достоинств. Так, было уничтожено напрестольное Евангелие XVII века, облачённое в золочёный серебряный оклад ювелирной работы. Всего из храма было изъято 2 пуда 35 фунтов 7 золотников 72 доли серебряных культовых предметов.

Формальным поводом для закрытия храма стала «недостача имущества», обнаруженная в 1929 году. Православная община оказалась в сложном финансовом положении, проведённая инвентаризация выявила недостачу более чем в 1000 рублей. Сумма сложилась из украденных из церкви предметов (542 рубля 20 копеек) и налогов, наложенных на общину. Средств для погашения задолженности не было, и некоторые члены причта во главе с настоятелем сочли возможным уйти от финансовых проблем путём снятия сана. В местных газетах появились сообщения об отречении от сана. 28 декабря 1929 года отрёкся от сана дьякон Н. Л. Колчин, 29 декабря — протодьякон В. Грачёв, 2 января 1930 — дьякон П. С. Дормидонтов, а 8 января 1930 года — семидесятидвухлетний протоиерей Александр Сергеевич Третьяков. Дьякон Дормидонтов прямо писал в своём заявлении: 
«С 29 декабря 1929 года оставил своё служение при храме, снял с себя сан диакона и таким образом выбыл из строя церковников и не считаюсь ни членом церк. совета и ни членом общины и не несу никакой ответственности как за культовое имущество, так равно и за налагаемыя на общину налоги».
Протодьякон В. Грачёв писал: «Желаю заняться честным трудом на пользу и укрепление социалистического строительства в СССР». Хотя власти запретили собирать деньги на покрытие задолженностей, прихожане собрали необходимую сумму и выплатили её 24 и 27 марта 1930 года, однако от закрытия храма это их не спасло. Появилось заявление со стороны 6000 кооперативных кустарей о желании устроить в храме клуб. 21 января 1930 года вышло постановление крайисполкома о закрытии собора «за растрату церковного имущества на сумму 600 рублей». Ликвидационная комиссия передала протоиерею А. А. Докукину три антиминса для передачи епископу и вынудила его подписать расписку о том, «что обжалования во ВЦИК постановления КрИК о закрытии собора не последует». Верующим предлагалось перебраться в Успенскую церковь.
В здании разместился клуб кустарей. Главный купол храма и высокая колокольня были разрушены. В 1933 году в клубе проходила выставка восковых фигур. В том же году на Алексеевской площади были сожжены иконы, ризы и богослужебные книги собора, «не имеющие ценности как материальной, так и культурной».
В 1941 году здание перешло Приволжскому военному округу, который использовал его как склад. Внутреннее пространство храма было разделено на два этажа со множеством комнат.

### Восстановленный храм
Восстановление храма началось в начале 1990-х годов. 12 апреля 1993 года командующий Приволжским военным округом А. Макашов подписал акт о передаче Самарской епархии здания бывшего Вознесенского собора. 6 мая 1993 года в храме был совершён молебен во имя святого великомученика Георгия Победоносца, а уже с 15 августа того же года возобновились богослужения. Центральный престол был заново освящён малым освящением в честь Вознесения, а правый придел — во имя святителя Алексия, митрополита Московского.
Восстановление исторического облика храма проходило по проектам архитекторов В. А. Самогорова и В. Л. Пастушенко. 1 октября 1997 года на храм был водружён главный купол. В 1999 году была заново выстроена разрушенная ранее 56-метровая колокольня. 26 августа 1999 года на неё водрузили купол с крестом. 18 октября 1999 года общине было передано двухэтажное здание, построенное во дворе собора. После капитального ремонта в нём разместились богадельня, церковная библиотека с читальным залом и воскресная школа. Во второй половине 2000 года пол в храме, выложенный из метлахской плитки в конце XIX века, был заменён на современный кафельный.
С 1993 года и до настоящего времени настоятелем храма является протоиерей Александр Урывский. Престольный праздник отмечается в день празднования Вознесения Господня — 21 мая. Богослужения совершаются со среды, по воскресеньям в храме поётся акафист Божией Матери перед иконой «Скоропослушница».

## Описание
Здание храма было построено в стиле классицизма, в виде однокупольной базилики с колокольней на 9 колоколов, увенчанной тонким шпилем. Храм был расписан художником А. П. Кочаевым, имел богатое внутреннее убранство — престол, его одеяние, наамвонные подсвечники были изготовлены из серебра. Иконы были украшены золочёными ризами с натуральными камнями. Отопление в храме сначала было печным, позднее перешли на калориферное.
Вознесенский собор имел три приписные церкви: во имя святых Иоакима и Анны при четырёхклассном городском училище; во имя Введения во храм Богородицы — при Самарском епархиальном женском училище; во имя Николая Чудотворца — при Николаевском приюте для детей-сирот. В октябре 1897 года при соборе была открыта одноклассная церковно-приходская школа, размещавшаяся на верхнем этаже каменной церковной сторожки.
При современном храме действуют богадельня, церковная библиотека с читальным залом и воскресная школа. После того как в 1950-годах были уничтожены Преображенская церковь и Казанский собор, храм Вознесения Господня остался старейшим в Самаре.

## Святыни
Храмовые святыни были в основном пожертвованы прихожанами. Так, дворянин Николай Николаевич Меч подарил икону Божией Матери «Достойно есть», крестьянин Никита Васильев подарил привезённую с Афона икону Божией Матери «Неувядаемый цвет». Также к особо чтимым иконам относился образ Божией Матери «Всех скорбящих радость». Позолоченый серебряный напрестольный крест был изготовлен в 1787 году, как гласила надпись на нём, «усердием священника Стефана Яковлева».
В 1918 году в собор был перенесён ценный четырёхчастный киот из здания городской Думы (ул. Куйбышева 48). В верхнем ряду киота находилась икона Спасителя, которой благословил Самару перед своим отъездом епископ Самарский и Ставропольский Владимир. Под этой иконой находился образ святого благоверного князя Александра Невского. Икона была снабжена медной табличкой:
Самарские граждане соорудили сию св. икону с неугасимою пред нею лампадою на вечную память о в Бозе почившем Императоре Александре Николаевиче, даровавшем городовое положение 1870 г., и постановили совершать перед сею иконою ежегодно вселенскую панихиду за упокой почившего Государя в день открытия городской Думы 3 февраля.
Справа от этой иконы находилась икона святого Алексия, которой митрополит Владимир благословил 21 августа 1898 года самарского голову П. А. Арапова, а после передал её Самаре. С левой стороны киота находился образ Смоленской Божией Матери. Все четыре иконы были облачены в золочёные серебряные ризы, перед иконой Александра Невского висела массивная лампада, выполненная из серебра с эмалевой инкрустацией.
Главными святынями современного храма считаются образ Божией Матери «Скоропослушница», перед которым воскресными вечерами поётся акафист и который был передан ему из Покровского кафедрального собора, и афонская икона «Геронтиса», привезённая из Греции.